# ULAS J1342+0928
ULAS J1342+0928 è un quasar situato nella costellazione di Boote. Brilla 40.000 miliardi di volte il Sole e proviene da un buco nero che, con i suoi 13,1 miliardi di anni luce di distanza, è il più lontano conosciuto.

## Buco nero
Il buco nero è stato scoperto nel 2017 da due gruppi di astronomi provenienti dall'Istituto Max Planck e dall'Università Carnegie Mellon, in California, utilizzando diversi strumenti, quali i telescopi Magellano, il Very Large Array e il NOEMA. La luce del quasar dista 13,1 miliardi di anni luce, facendo ritenere che il buco nero si sia formato appena 690 milioni di anni dopo il Big Bang. Dalle osservazioni il buco nero risulta supermassiccio, con una massa pari a 800 milioni di masse solari. Il quasar dimostra che 690 milioni di anni dopo il Big Bang gran parte del gas era ancora costituita da idrogeno neutro, facendo ritenere che la fase di reionizzazione (passaggio dall'era buia all'era di galassie) sia avvenuta relativamente tardi.